# Comitè sobre Recerca Espacial
El Comitè sobre Recerca Espacial (en anglès Committee on Space Research o COSPAR) va ser establert pel Consell Internacional per a la Ciència el 1958.
Entre els objectius de COSPAR són la promoció de la investigació científica de l'espai a nivell internacional, amb èmfasi en el lliure intercanvi de resultats, informació i opinions, i proporcionar un fòrum, obert a tots científics, per a la discussió dels problemes que poden afectar la investigació espacial. Aquests objectius s'aconsegueixen a través de l'organització de simposis, publicacions i altres mitjans.
COSPAR ha creat una sèrie de programes d'investigació sobre diferents temes, alguns en col·laboració amb altres unions científiques. El projecte a llarg termini és el COSPAR international reference atmosphere iniciat el 1960; des de llavors es van produir diverses edicions del codi d'alta atmosfera del CIRA, El codi "IRI" del grup de treball URSI-COSPAR en el International Reference Ionosphere va ser editat per primera vegada el 1978 i s'actualitza anualment.

## Assemblea General
Cada dos anys COSPAR demana una Assemblea General (també anomenada Assemblea Científica). Aquests són conferències que actualment apleguen més d'un miler de participants d'investigadors espacials. Les reunions més recents s'enumeren a continuació.
| Assemblea General | Any  | Lloc      | País         |
| ----------------- | ---- | --------- | ------------ |
| 41st              | 2016 | Istanbul  | Turquia      |
| 40th              | 2014 | Moscou    | Rússia       |
| 39th              | 2012 | Mysore    | Índia        |
| 38th              | 2010 | Bremen    | Alemanya     |
| 37th              | 2008 | Mont-real | Canadà       |
| 36th              | 2006 | Pequín    | Xina         |
| 35th              | 2004 | París     | França       |
| 34th              | 2002 | Houston   | Estats Units |
| 33rd              | 2000 | Varsòvia  | Polònia      |